# متحف الفن الحديث والآرت ديكو (شلمنقة)
متحف الفن الحديث والآرت ديكو (بالإسبانية: Museo de Art Nouveau y Art Déco)‏ متحف فنون زخرفية يقع في لا كاسا ليس في مدينة شلمنقة الإسبانية. يحتوي المتحف على مجموعة من الأثاث والأشياء المُمثلة للفنون الزخرفية. تم افتتاحه لأول مرة في ربيع عام 1995 بتمويل من تبرع قدمه مانويل راموس أندرادي إلى المدينة. وأشرف عليه كل من المعماريين خابيير جوميث رييسكو وفرانثيسكو مورون.

## التاريخ
قام الأثري السلامنكي مانويل راموس أندرادي بالسفر إلى أوروبا وقام بشراء وبيع قطع الفنون الزخرفية التي تُمثل حركتي أرت نوفو والآرت ديكو، ثم حجزهاواحتفظ بها بعد ذلك في حالة جيدة، وقد كانوا قطع أصلية من هذه الفنون. وبعد أن قضى معظم حياته في الخارج، قال أنه يريد أن يترك مجموعاته في مسقط رأسه، مما جعله يُنشأ مؤسسة تحمل اسمه لهذا الغرض. تخلت بلدية سلامنكا عن استخدام لا كاسا ليس، التي صممها خواكين دي بارجاس إيه أجيري، ليحل محلها المتحف. مثلت كاسا ليس مثالًا هامًا على العمارة المدنية الحديثة خارج المحيط الكاتالونية. وتم الانتهاء من بنائها عام 1905 في المشروع المشترك بين كل من خواكين باراجاس وميجيل دي ليس. وفي الثمانينات، تم ترميم البناء، إلى أن تحول عام 1995 إلى المتحف. وقد أغلقت الساحة الرئيسية بالزجاج الملون المرصص، الذي صممه بنفسه راموس أندرادي، والذي يُمثل حلول الليل، وتم تعديل نوافذ الواجهة الجنوبية وإضافة شقة فوق الجراح المُلحق حيث أُسست المكاتب. وقد أشرف راموس أندرادي على أعمال التجديد، حيث انتقل إلى سلامنكا وكان يقوم بوضع كل قطعة على حدة. وكانت النتيجة واحدًا من متاحف الفن الحديث والآرت ديكو الأكثر جمالًا في أوروبا. وفي 6 أبريل عام 1995 تم افتتاحه.
ومع وفاة راموس أندرادي عام 1998، أصبحت المجموعة تُشكل جزءًا مما يُعرف بالإرث الأخير، جنبًا إلى جنب مع مجموعة من الأشياء التي كان لا يزال يحتفظ بها الرعاة.

## معرض صور

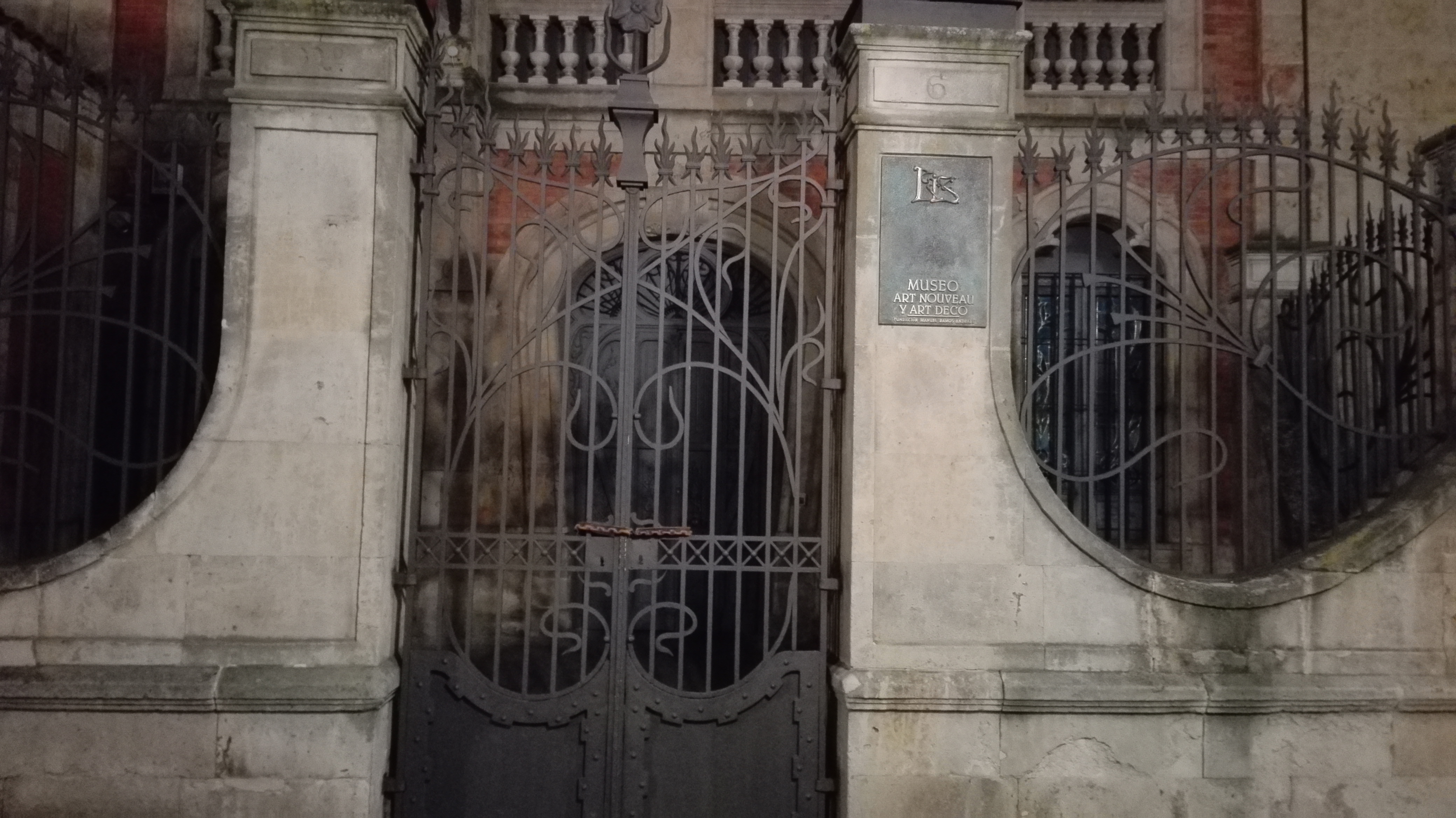
بوابة المتحف.
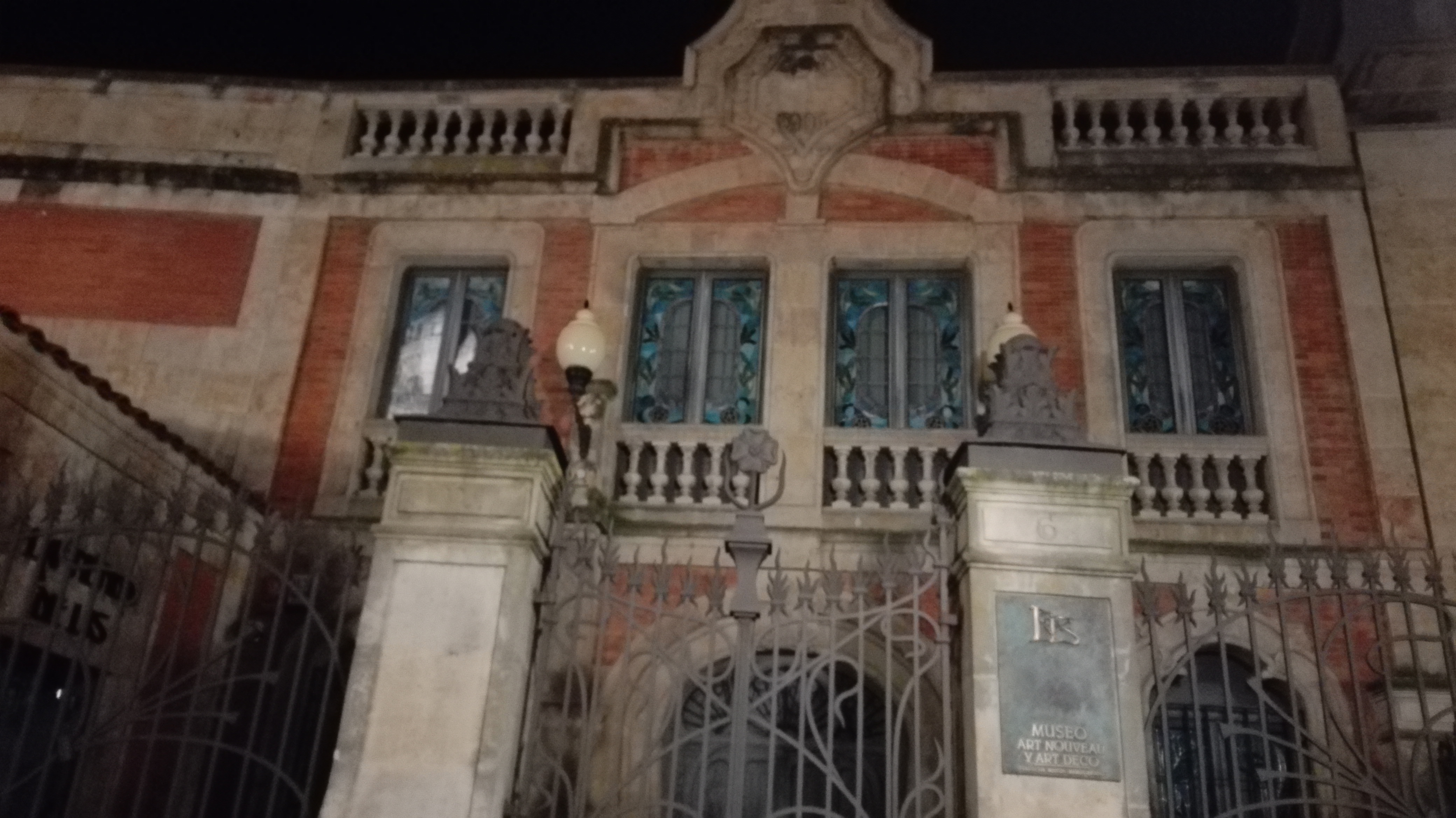
بوابة المتحف الجهة العلوية.
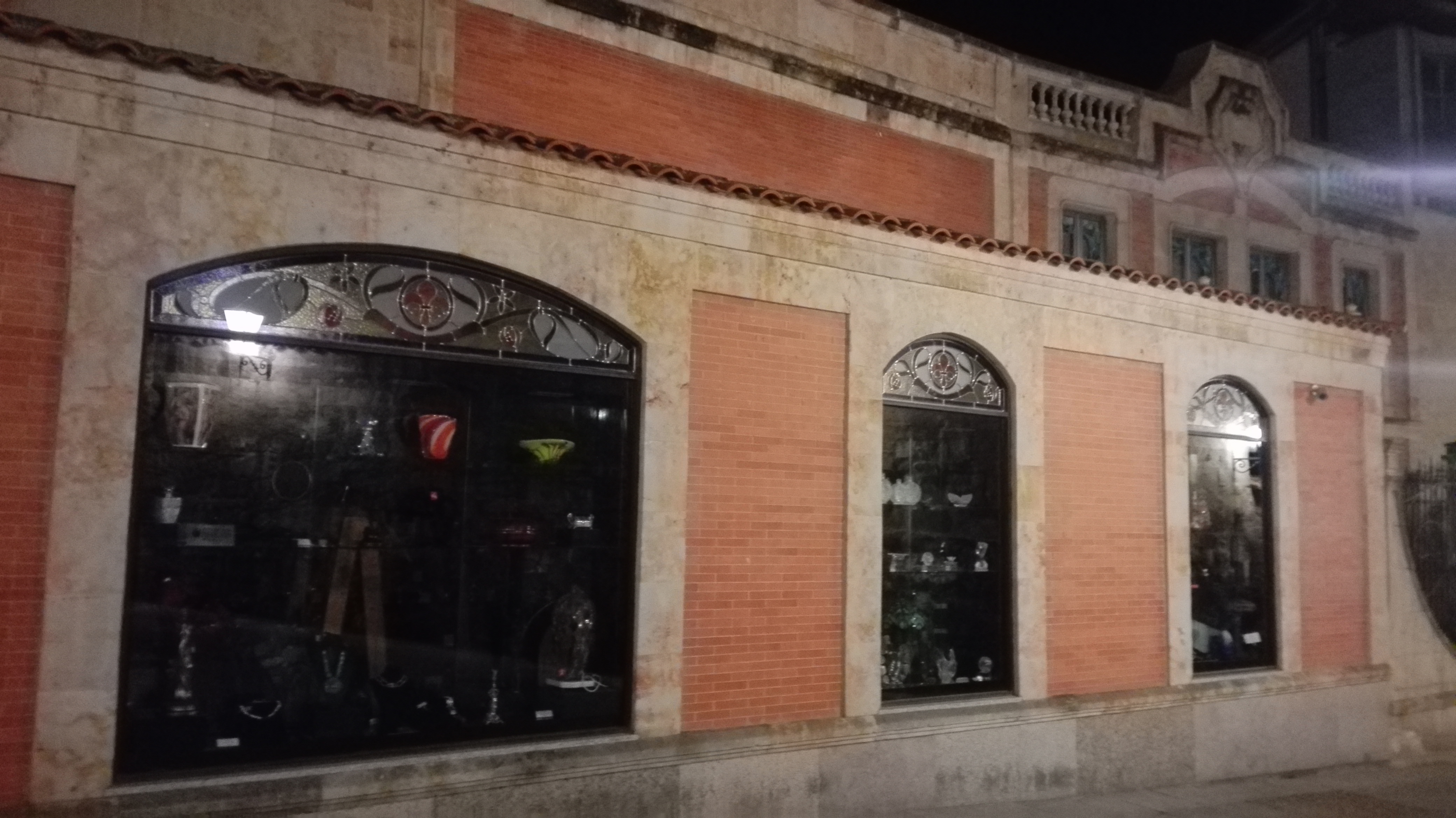
بوابة المتحف إلى اليسار.
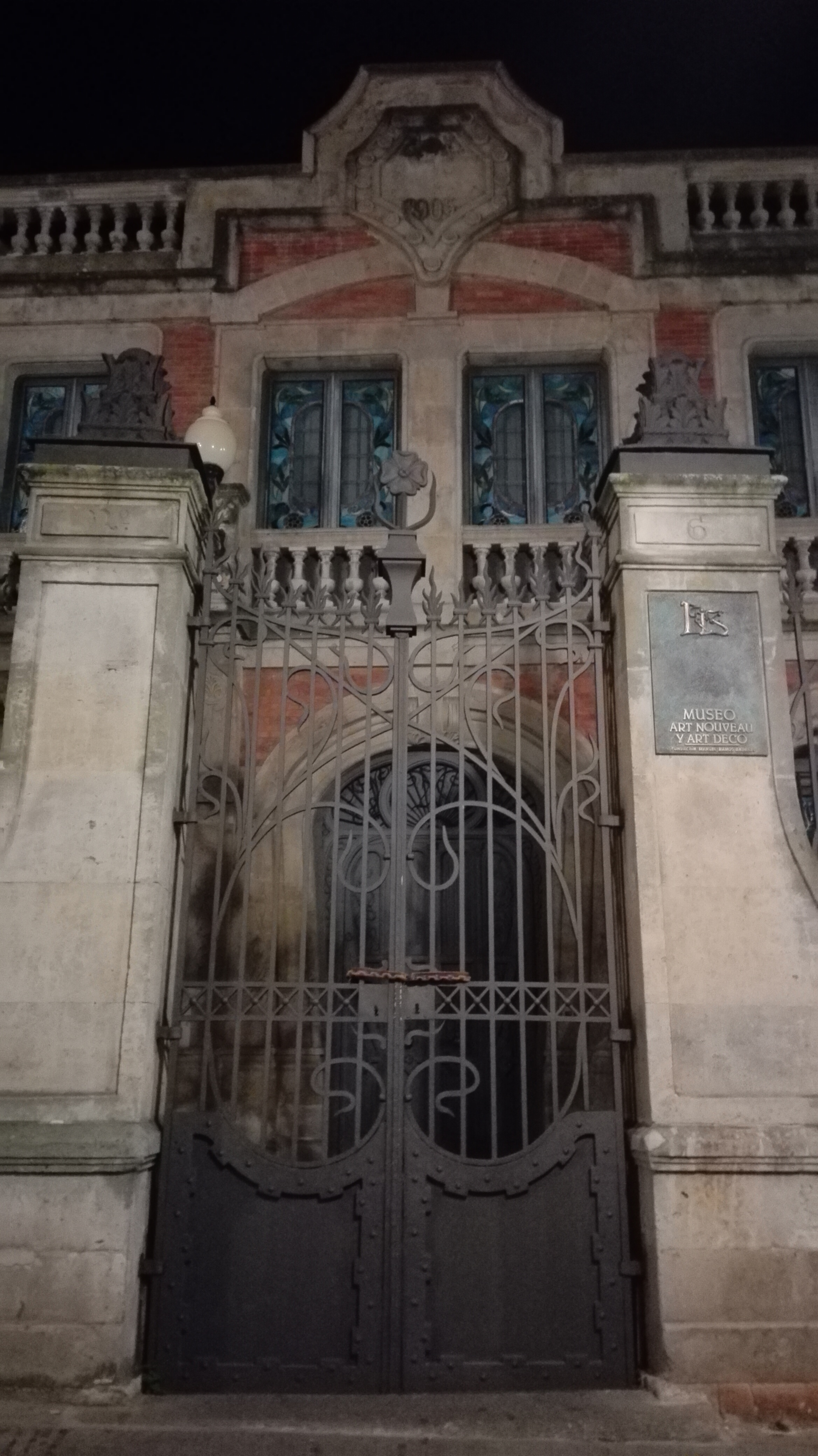
بوابة المتحف بشكل طولي.